# الإروني
الإروني (باللاتينية: Aeronian)، وهي ثاني مرحلة من فترة اللاندوفري من العصر السيلوري، حيث امتدت من 440.5  ± 1.0 إلى 438.6  ± 1.0 مليون سنة مضت، لمدة 1.9 مليون سنة تقريبا.

## التسمية
يعود مصطلح الروداني إلى قرية كوم كود إرون بالقرب من لاندوفري في ويلز المملكة المتحدة. تم اقتراح الاسم عام 1971 من قبل مجموعة جيولوجيين بريطانيين.

## المقطع النموذجي
تقع نقطة ومقطع طبقة الحدود العالمية (GSSP) لبداية الإروني في «قطاع تريفاور تراك» (52°01′48″N 3°42′00″W / 52.0300°N 3.7000°W) على بعد 500 متر من مزرعة «كوم كود إرون» ويلز، المملكة المتحدة. وتقع بداخل حجر طيني من تكوين تريفور، التي أسفرت بشكل أساسي عن الحيوانات الصدفية الوفيرة والمتنوعة، ولكنها تحتوي أيضًا على ما يكفي من الغربتوليت للتعرف على مناطق البيولوجية عديدة. وتم تعريف قاعدة الإروني بأول ظهور لأنواع الجرابتوليت الخطيات الأحادية استيروس سيكونس (Monograptus austerus sequens). وتم تعريف حدوده العلوية بأول ظهور لأنواع عضديات الأرجل أيوسوليا انترميديا (Eocoelia intermedia).